# 明道大學
明道大學是一所臺灣私立大學，前身為明道管理學院，位于彰化縣埤頭鄉。由明道中學創辦人汪廣平於2001年向台灣糖業公司租地創立，但與明道中學互不隸屬。2022年被教育部公告為專案輔導學校改善期限一年，2023年6月5日教育部退場審議第十四次會議，決議依法勒令2023年8月1日停招，2024年7月31日停辦，同年法人解散。

## 沿革
- 1998年，成立明道管理學院籌備委員會。
- 2000年，教育部核准籌設八系二所。
- 2000年，設立登記為「財團法人明道管理學院」。
- 2001年，明道管理學院核准立案招生，設有餐旅管理學系、企業管理學系、精緻農業學系、造園景觀學系、應用英語學系、應用日語學系、資訊管理學系、數位設計學系。
- 2002年，增設二技進修部（含餐旅管理學系、企業管理學系、應用英語學系、應用日語學系、資訊管理學系）。
- 2003年，增設教學藝術研究所、應用科技研究所、管理研究所、環境規劃暨設計研究所、中國文學學系、時尚造形學系、休閒保健學系。
- 2004年，增設國學研究所碩士班，並分設書法藝術組、中國文學組之分組。增設進修學士班（含餐旅管理學系、企業管理學系、應用英語學系、應用日語學系、資訊管理學系、數位設計學系、中國文學學系、時尚造形學系、休閒保健學系）。
- 2005年，增設材料科學與工程學系；資訊管理學系改名資訊工程學系。
- 2006年，增設生命科學學系、國際行銷與運籌學系。
- 2007年，改明道大學；分立設計、管理、理工及人文等四學院。增設電子物理研究所、環境規劃與防災學系、財務金融學系、管理學位學程（進修學士班）、管理研究所企業高階管理碩士班。國學研究所中國文學組調整為中國文學學系碩士班，國學研究取消分組，以書法藝術為主。
- 2008年，增設數位動畫學位學程、能源工程學系。環境規劃暨設計研究所改名設計學院碩士班；管理研究所改名為管理學院碩士班；管理研究所企業高階管理碩士班改名管理學院企業高階管理碩士班。成立附設幼稚園。材料科學與工程學系與材料暨系統工程研究所系所合一為材料科學與工程學系暨碩士班。電子物理研究所改名光電工程研究所。
- 2009年，環境規劃與防災學系改名綠環境設計學系、企業管理學系改名產業創新與經營學系、資訊工程學系改名資訊傳播學系、生命科學學系改名生物科技學系、能源工程學系改名光電暨能源工程學系、造園景觀學系改名景觀設計學系、教學藝術研究所改名課程與教學研究所。管理學院碩士班併入產業創新與經營學系。理工學院改名應用科學學院。
- 2010年，99學年度間，更名明道學校財團法人明道大學。
- 2013年，國際行銷與運籌學系改名為行銷與物流學系、增設國學研究所博士班。中國文學學系碩士班調整至國學研究所。
- 2014年，產業創新與經營學系復名企業管理學系。停招生物科技學系。材料科學與工程學系、光電暨能源工程學系整併為材料與能源工程學系；景觀設計學系及綠環境設計學系整併為景觀與環境設計學系。成立餐旅觀光學院，下轄餐旅管理學系及休閒保健學系。
- 2015年，設計學院碩士班改名設計學院設計及規劃碩士班。
- 2020年，管理學院及餐旅觀光學院整併為商管學院；人文學院及設計學院整併為人文設計學院。中國文學學系改名中華文化與傳播學系。行銷與物流學系與財務金融學系併入企業管理學系；應用英語學系與應用日語學系整併為應用外語學系。管理學院企業高階管理碩士班EMBA更名為商管學院企業高階管理碩士班EMBA、設計及規劃碩士班改名為人文設計學院設計及規劃碩士班。停招資訊傳播學系、時尚造形學系及應用科學院進修學士班。
- 2023年，經由教育部決議，勒令明道大學於112學年度停招，112學年度結束時停辦。

## 學校象徵

### 精神理念
- 熱情 理想 實踐（Vision·Passion·Action）

### 校訓
明「明辨是非」
善「善與人同」
誠「誠中形外」
身「身修家齊」

### 歷任校長
| 任別 | 姓名   | 任職時間                      | 備註                                                                          |
| ---- | ------ | ----------------------------- | ----------------------------------------------------------------------------- |
| 1    | 趙銘   | ?－?                          | 逢甲大學資工系教授                                                            |
| 2    | 汪大永 | ?－2010年8月31日              | 本校創辦人/董事長， 曾任明道中學校長                                          |
| 3    | 陳世雄 | 2010年9月1日－2014年7月31日   | 曾任國立中興大學總務長、農藝學系系主任                                        |
| 4    | 郭秋勳 | 2014年8月1日－2018年7月31日   | 曾任本校副校長、終身教育處處長， 國立彰化師範大學實習輔導處長、教育研究所所長 |
| 5    | 汪大永 | 2018年8月1日－2020年1月31日   | 本校創辦人/董事長， 曾任明道中學校長                                          |
| 6    | 郭秋勳 | 2020年2月1日－2023年10月25日  | 曾任本校第四任校長                                                            |
| 代理 | 林博文 | 2023年10月25日－2024年7月31日 | 曾任玄奘大學副校長、稻江科技暨管理學院代理校長、首府大學代理校長              |
| 代理 | 林勤敏 | 2024年8月1日－至今            | 曾任明道大學秘書長、中文所所長                                                |

## 行政單位
| 行政單位 | 校長室                            | 董事會 （页面存档备份，存于） |
| 行政單位 | 教務處 （页面存档备份，存于）     | 學務處 （页面存档备份，存于） |
| 行政單位 | 研究發展處 （页面存档备份，存于） | 圖書資訊處                    |
| 行政單位 | 國際處 （页面存档备份，存于）     | 秘書處 （页面存档备份，存于） |
| 行政單位 | 總務處 （页面存档备份，存于）     | 會計室 （页面存档备份，存于） |

## 教學單位
| 商管學院 | 商管學院企業高階管理碩士班（EMBA）   | 企業管理學系（含碩士班、進修學士班） |
| 商管學院 | 餐旅管理學系（含碩士班、進修學士班） | 休閒保健學系（含碩士班、進修學士班） |

| 人文設計學院 | 課程與教學研究所（含在職專班） | 中華文化與傳播學系（含博士班、碩士班） |
| 人文設計學院 | 應用外語學系                   | 人文設計學院設計及規劃碩士班           |
| 人文設計學院 | 景觀與環境設計學系             | 數位設計學系                           |
| 人文設計學院 | 時尚造形學系                   |                                        |

| 應用科學院 | 資訊傳播學（含碩士班）         | 精緻農業學系（含碩士班、進修學士班、農業公費專班） |
| 應用科學院 | 材料與能源工程學系（含碩士班） |                                                    |

## 研究中心
| 研究中心 | 太陽光電研究中心 （页面存档备份，存于） | 農業科技研究中心 （页面存档备份，存于） | 表面工程研究中心 （页面存档备份，存于） |

## 姊妹校
| | |
| - 美国 - 愛荷華大學 - 莫瑞州立大學 - 德州理工大學 - 安吉羅州立大學 - 聖伊格納西奧大學 - 雅典娜大學 - 東南密蘇里大學 - 加拿大 - ACSENDA大學 - 麥迪森海特學院 - 日本 - 釧路公立大學 - 別府大學 - 明海大學 - 拓殖大學 - 梅花女子大學 - 活水女子大學 - 神奈川工科大學 - 東海大學 - - 擅國大學 - 漢陽大學 - 西京大學 - 信昌大學 - 世宗大學 - 威德大學 - 韓京大學 - 鮮文大學 - 全北大學 - 英国 - 瑞特爾大學 - 倫敦都會大學 - 密德薩斯大學 - 瑞士 - Swiss College of Hospitality Management Lenk - 法國 - 裏爾高級工程師學院 - 奥地利 - 維也納應用科技大學 - 菲律賓 - 遠東大學 - 印度尼西亞 - UPH大學(Universitas Pelita Harapan Surabaya) - 马来西亚 - 時光汽車工藝高等學院(Times Academy) - 韓江學院(Han Chiang College) - KDU college（檳城） - 精英大學 | - 越南 - Faculty of Agronomy, Hanoi University of Agriculture - 泰國 - King Mongkut's Institute of Technology Ladkrabang - North Bangkok University - Uttaradit Rajabhat University - Srinakharinwirot University - 蒙古国 - Global Leadership University - 中国大陆 - 天津南開大學 - 北京聯合大學 - 北京聯合大學旅遊學院 - 武夷學院 - 福建工程學院 - 濰坊科技學院 - 山東科技職業學院 - 山東交通職業學院 - 濰坊學院 - 山東服裝職業學院 - 濰坊職業學院 - 三峽大學 - 湖北三峽職業技術學院 - 漳州師範學院 - 莆田學院 - 泉州理工學院 - 焦作大學 - 天津理工大學 - 天津職業大學 - 天津師範大學 - 青島酒店管理職業學院 - 北京科技職業學院 - 大連海洋大學 - 廣州城建職業學院 - 黃岡師範學院 - 四川農業大學 - 雲南經濟管理職業學院 - 西北大學 - 合肥師範學院 - 北京交通運輸部管理幹部學院 - 陝西科技大學 - 北京電子科技職業學院 - 湖北工業大學 - 東北延邊大學 - 長沙理工大學 - 南開大學濱海學院 - 重慶工商大學 - 廣西工學院 - 廈門理工學院 - 福州職業技術學院 - 大連東軟信息學院 - 東北林業大學 - 浙江華川專修學院 - 襄陽職業技術學院 - 香港 - 珠海學院 |

## 境外高中策略學校
| | |
| - 马来西亚 - 居鑾中華中學 - 檳城恆毅中學 - 檳城中學 - 檳華女子中學 - 檳城鍾靈中學 - 檳城日新中學 - 北海鍾靈中學 - 檳城菩獨立中學 - 修道院中學 - 協和中學 - 聖心中學 - 鍾靈中學 - 檳華女子中學 - 日新中學 - 亞羅士打吉華獨中 - 韓江中學 - 中国大陆 - 廣州市海珠實驗中學 - 廣州市第七十八中學 - 廣州市培才高級中學 - 廣東省廣州市海珠區第七十八中學 - 浙江省蒼南縣靈溪第二高級中學 - 廣東省惠州市華羅庚中學 - 陽江市第一中學 - 香港 - 仁濟醫院羅陳楚思中學 - 九龍工業學校 - 香島中學 - 浸信會永隆中學 - 順德聯誼總會譚伯羽中學 - 將軍澳香島中學 - 崇正中學 - 天主教普照中學 - 粉嶺救恩書院 - 香港培正中學 - 培僑中學 - 香港道教聯合會青松中學 - 基督教聖約教會堅樂中學 - 寶血女子中學 - 聖公會諸聖中學 - 德蘭中學 - 李求恩紀念中學 - 風采中學 - 神召會馬理信書院 - 地利亞修女紀念學校（協和） - 香港道教聯合會鄧顯紀念中學 - 高雷中學 - 香港教師會李興貴中學 - 香港道教聯合會圓玄學院第三中學 - 曾璧山中學 - 佛教何南金中學 - 聖安當女書院 - 大埔三育中學 - 保良局馬錦明中學 - 伯裘書院 - 匯知中學 - 香港賽馬會毅智書院 - 五邑司徒浩中學 - 荃灣聖芳濟中學 - 屯門天主教中學 - 中華基督教會桂華山中學 - 迦密唐賓南紀念中學 - 青松侯寶垣中學 - 天水圍香島中學 - 嗇色園主辦可藝中學 - 香港中華聖潔會靈風中學 - 中華基督教會公理高中書院 - 中華基督教會方潤華中學 - 中華基督教會基道中學 - 仁愛堂陳黃淑芳紀念中學 - 仁濟醫院王華湘中學 - 仁濟醫院林百欣中學 - 元朗公立中學校友會鄧兆棠中學 - 元朗天主教中學 | - - 天主教伍華中學 - 天主教培聖中學 - 天主教鳴遠中學 - 孔聖堂中學 - 文理書院(九龍) - 文理書院(香港) - 北角協同中學 - 石籬天主教中學 - 佛教黃允畋中學 - 佛教葉紀南紀念中學 - 余振強紀念中學 - 明愛粉嶺陳震夏中學 - 東涌天主教學校 - 東華三院馬振玉紀念中學 - 東華三院黃鳳翎中學 - 東華三院盧幹庭紀念中學 - 東華三院鄺錫坤伉儷中學 - 長沙灣天主教英文中學 - 青年會書院 - 保良局百周年李兆忠紀念中學 - 保良局胡忠中學 - 宣道中學 - 宣道會陳朱素華紀念中學 - 香海正覺蓮社佛教馬錦燦紀念英文中學 - 香海正覺蓮社佛教梁植偉中學 - 香港四邑商工總會陳南昌紀念中學 - 香港兆基創意書院 - 香港紅卐字會大埔卐慈中學 - 香港培道中學 - 香港道教聯合會圓玄學院第一中學 - 香港道教聯合會圓玄學院第二中學 - 荔景天主教中學 - 馬錦明慈善基金馬可賓紀念中學 - 基督教女青年會丘佐榮中學 - 基督教香港信義會信義中學 - 彩虹邨天主教英文中學 - 救世軍卜維廉中學 - 陳樹渠紀念中學 - 博愛醫院八十週年鄧英喜中學 - 循道衛理聯合教會李惠利中學 - 景嶺書院 - 順德聯誼總會胡兆熾中學 - 新界喇沙中學 - 新會商會中學 - 獅子會中學 - 聖公會李炳中學 - 聖公會聖本德中學 - 聖匠中學 - 聖伯多祿中學 - 葵涌蘇浙公學 - 廖寶珊紀念書院 - 福建中學 - 福建中學 (北角)(Fukien Middle School (North Point)) - 德信中學 - 德貞女子中學 - 樂善堂王仲銘中學 - 樂善堂余近卿中學 - 樂善堂梁銶琚書院 - 樂道中學 - 嶺南衡怡紀念中學 - 嶺南鍾榮光博士紀念中學 - 禮賢會彭學高紀念中學 - 顯理中學 - 觀塘瑪利諾書院 - 聖貞德中學 - 天主教新民書院 - 基督教崇真中學(Tsung Tsin Christian Academy) - 高主教書院(Raimondi College) - 靈糧堂怡文中學 - 澳門浸信中學(Macau Baptist College) - 澳門創新中學 - 澳門培道中學 - 澳門海星中學 - - 韓林設計高中 |

## 取景拍攝
- 【八大電視】2010年《愛似百匯 (電視劇)》－炎亞綸、辰亦儒、喻虹淵主演
- 【Channel V（台灣）】2010年《校園4賤客》－CIRCUS（LEO、EASON、KID、小馬）主持
- 【三立電視】2015年《在台灣的故事》－姚淳耀、夏語心主持
- 【民視】2017年《綜藝大集合》－胡瓜主持
- 【東森電視台】2017年《青春最強音》－壯壯主持
- 【民視】2018年《綜藝大集合》－胡瓜主持

## 參閲
- 臺中市私立明道高級中學
- 臺灣大專院校退場
- 發展典範科技大學計畫
- 獎勵大學教學卓越計畫
- 汪廣平